# T.G.I. Fridays
O T.G.I. Friday's (Thank God It's Friday's) ou simplesmente Friday's é uma rede estadunidense de restaurantes típicos, fundada em 1965, em Nova York.

## Brasil
No Brasil a primeira loja foi aberta em São Paulo em 1995 e depois começou sua expansão para outras localidades como Rio de Janeiro, Barueri, Campinas, Brasília, Belo Horizonte. A rede encerrou suas atividades no Brasil em 2010 devido a "problemas com sua parceria local". Segundo Amir Kremer, diretor de desenvolvimento da Friday's para a América Latina, apesar de rentáveis, as unidades brasileiras não estavam à altura das expectativas da rede. A empresa pretendia retornar ao Brasil em novembro de 2016. A empresa retornou ao Brasil, estando, até o momento, em atividade.